# James Gow (Philologe)
James Gow (* 16. Januar 1854 in London; † 16. Februar 1923 in Hampstead (London)) war ein britischer Schulleiter, Mathematikhistoriker und Altphilologe.
Gow war der Sohn eines Künstlers und besuchte die King’s College School in Wimbledon (London) und studierte Klassische Philologie an der University of Cambridge (Trinity College) mit dem M.A. Abschluss. Er wurde Fellow des Trinity College und des King’s College London. 1875 wurde er Rechtsanwalt (Barrister) am Lincoln’s Inn in London. 1876 bis 1878 war er University Extension Lecturer in Cambridge. 1885 bis 1901 war er Rektor der Nottingham High School und danach Rektor der Westminster School. 1900 bis 1902 war er Präsident der britischen Gesellschaft der Schulleiter (Headmaster’s Association) und stand 1906 der Headmaster’s Conference vor.
Als Mathematikhistoriker ist er für eine Geschichte der griechischen Mathematik bekannt. Von ihm stammt auch eine Einführung in das Studium der klassischen Sprachen, die auch ins Französische und Italienische übersetzt wurde.
1881 wurde er Doctor of Letters in Cambridge. Er schrieb Artikel für die Encyclopædia Britannica von 1911 zum Beispiel über Horaz, dessen Gedichte er auch herausgab.
Er war der Vater des Gräzisten Andrew Sydenham Farrar Gow.

## Schriften
- A Short History of Greek Mathematics. Cambridge University Press, Cambridge 1884, Nachdruck New York 1923 (Digitalisat).
- A Companion to School Classics. Macmillan, London/New York 1889 (Digitalisat).
- Horace’s Odes and Satires. Edited, with introduction and notes by James Gow. Cambridge University Press, Cambridge 1896.
- Q. Horatii Flacci Saturarum. 2 Bände, Cambridge University Press, Cambridge 1901/1909.
- A Method of English for Secondary Schools. Macmillan, London 1907.